# Liste der Baudenkmale in Oldenburg (Oldb) – Hochhauser Straße
In der Liste der Baudenkmale in Oldenburg (Oldb) – Hochhauser Straße stehen alle Baudenkmale der Hochhauser Straße in Oldenburg (Oldb).  Die Quelle der IDs und der Beschreibungen ist der Denkmalatlas Niedersachsen.
Der Stand der Liste ist das Jahr 2022.

## Allgemein
In den Spalten befinden sich folgende Informationen:
- Lage: die Adresse des Baudenkmales und die geographischen Koordinaten. Kartenansicht, um Koordinaten zu setzen. In der Kartenansicht sind Baudenkmale ohne Koordinaten mit einem roten Marker dargestellt und können in der Karte gesetzt werden. Baudenkmale ohne Bild sind mit einem blauen Marker gekennzeichnet, Baudenkmale mit Bild mit einem grünen Marker.
- Bezeichnung: Bezeichnung des Baudenkmales
- Beschreibung: die Beschreibung des Baudenkmales. Unter § 3 Abs. 2 NDSchG werden Einzeldenkmale und unter § 3 Abs. 3 NDSchG Gruppen baulicher Anlagen und deren Bestandteile ausgewiesen.
- ID: die Objekt-ID des Baudenkmales
- Bild: ein Bild des Baudenkmales, ggf. zusätzlich mit einem Link zu weiteren Fotos des Baudenkmals im Medienarchiv Wikimedia Commons. Wenn man auf das Kamerasymbol klickt, können Fotos zu Baudenkmalen aus dieser Liste hochgeladen werden:

Zurück zur Hauptliste
| Lage                                            | Bezeichnung | Beschreibung | ID       | Bild |
| ----------------------------------------------- | ----------- | --- | -------- | ---- |
| Hochhauser Straße 23 53° 8′ 58″ N, 8° 12′ 24″ O | Wohnhaus    | Zweigeschossiger Putzbau von drei Achsen über Sockelgeschoss unter Walmdach. Mittig breite Auslucht mit breitem korbbogigen Fenster, nachträglich aufgestockt. Auf der rechten Seite zurückgesetzter Vorbau mit Eingang. Links jüngerer Garageneinbau. Sparsame Putzgliederung: geschossteilende Gesimse, am Sockel horizontale Fugen. Im Flur bauzeitliche Schablonenmalerei. Vorgarten und eiserne Einfriedung. Erbaut 1906, Architekt: Heinrich Osterthun. | 43839270 |      |
| Hochhauser Straße 25 53° 8′ 59″ N, 8° 12′ 24″ O | Wohnhaus    | Zweigeschossiger Putzbau von drei Achsen über Sockelgeschoss unter Walmdach. Rechts polygonaler eingeschossiger Standerker. Mittig Zwerchgiebel mit Schopfwalmdach. Auf der linken Seite zurückgesetzter Vorbau mit Eingang, darüber Balkon mit Pergola aus Holz. Oberer Teil des Obergeschosses und Giebel in Fachwerk. Ornamentenfries aus grünglasierten Ziegeln. Originale wandfeste Innenausstattung erhalten. Vorgarten und Einfriedung mit niedriger Mauer und massiven Pfosten (Eisengitter entfernt). Erbaut 1907, Architekt: Johannes Husmann.                                                                                           | 37423845 |      |
| Hochhauser Straße 28 53° 8′ 59″ N, 8° 12′ 25″ O | Wohnhaus    | Zweigeschossiger Putzbau von vier Achsen über Sockelgeschoss unter Walmdach. Rechte zwei Achsen Risalit. Auf der rechten Seite zurückgesetzter Vorbau mit Eingang. Putzgliederung: Rustizierung des Sockels, geschossteilende Gesimse, Fensterrahmungen, im OG Brüstungsfelder, links als Balusterbrüstungen. Vorgarten und eiserne Einfriedung. Erbaut 1903, Architekten: Gebr. Barkemeyer. | 37432360 |      |
| Hochhauser Straße 30 53° 9′ 0″ N, 8° 12′ 25″ O  | Wohnhaus    | Zweigeschossiger Putzbau von vier Achsen über Kellersockel unter Walmdach. Auf der rechten Seite zurückgesetzter Vorbau mit Eingang. Putzgliederung: Rustizierung des Sockels, geschossteilende Gesimse, Fensterrahmungen, im OG Brüstungsfelder, in der Mitte als Balusterbrüstungen. Vorgarten und eiserne Einfriedung. Erbaut 1903, Architekten: Gebr. Barkemeyer. | 37432383 |      |
| Hochhauser Straße 32 53° 9′ 0″ N, 8° 12′ 25″ O  | Wohnhaus    | Zweigeschossiger Putzbau von drei Achsen über Sockelgeschoss unter Walmdach. Linke Achse breiter. Auf der linken Seite zurückgesetzter Vorbau mit Eingang. Putzgliederung: Rustizierung des Sockels, geschossteilende Gesimse, horizontale Fugen, Fensterrahmungen, im OG Balusterbrüstungen. Vorgarten. Erbaut 1904, Architekt: Johannes Husmann. | 37432406 |      |
| Hochhauser Straße 34 53° 9′ 1″ N, 8° 12′ 25″ O  | Wohnhaus    | Zweigeschossiger Putzbau von drei Achsen über Sockelgeschoss unter Walmdach. Rechts breiter polygonaler zweigeschossiger Standerker. Sockel vorgezogen, darüber links Terrasse. Mittig geschweifter Zwerchgiebel. Auf der linken Seite zurückgesetzter Vorbau mit Eingang. Putzgliederung: Quaderung des Sockels, geschossteilende Gesimse. Vorgarten. Erbaut 1906, Architekten: Gebr. Barkemeyer. | 37432429 |      |
| Hochhauser Straße 35 53° 9′ 1″ N, 8° 12′ 24″ O  | Wohnhaus    | Zweigeschossiger Putzbau von drei Achsen über Sockelgeschoss unter Walmdach. Rechts breiter Risalit mit Zwerchgiebel unter Schopfwalmdach, davor eingeschossiger polygonaler Standerker. Links Sockel vorgezogen für Terrasse. Auf der rechten Seite zurückgesetzter Vorbau mit Eingang. Putzgliederung: Quaderung des Sockels, Fensterrahmungen, Plattenfries und Gesims unter der Traufe. Giebel in Fachwerk. Vorgarten und eiserne Einfriedung. Erbaut 1905, Architekt: M. Oetken. | 37432453 |      |
| Hochhauser Straße 37 53° 9′ 1″ N, 8° 12′ 24″ O  | Wohnhaus    | Zweigeschossiger Putzbau von vier Achsen über Sockelgeschoss unter Walmdach. Auf der rechten Seite zurückgesetzter Vorbau mit Eingang. Putzgliederung: Quaderung des Sockels, geschossteilende Gesimse, Fensterrahmungen, im OG Brüstungsfelder, unter der Traufe Konsolfries. Vorgarten und eiserne Einfriedung. Erbaut 1905 durch Zimmermeister B. Hahnenkamp. | 37432476 |      |
| Hochhauser Straße 39 53° 9′ 2″ N, 8° 12′ 24″ O  | Wohnhaus    | Zweigeschossiger Putzbau von drei Achsen über Sockelgeschoss unter Walmdach. Rechts breiter polygonaler Standerker von zwei Geschossen. Sockel vorgezogen, darüber links Terrasse. Mittig geschweifter Zwerchgiebel mit gestaffelter Dreifenstergruppe. Auf der rechten Seite zurückgesetzter Vorbau mit Eingang. Putzgliederung: Quaderung des Sockels, geschossteilende Gesimse, Fensterrahmungen, über dem Eingang Kartusche in Rahmung mit Inschrift „Villa Antonie“, unter der Traufe Bogenfries, im Giebel Obelisken und an der Spitze Inschrift „1907“. Vorgarten und eiserne Einfriedung. Erbaut 1906–1907, Architekten: Gebr. Barkemeyer. | 37432499 | BW   |
| Hochhauser Straße 41 53° 9′ 2″ N, 8° 12′ 24″ O  | Wohnhaus    | Zweigeschossiger Putzbau von vier Achsen über Sockelgeschoss unter Walmdach. Rechte zwei Achsen Risalit mit geschweiftem Zwerchgiebel, davor eingeschossiger polygonaler Standerker. Links Sockel für Terrasse vorgezogen. Auf der rechten Seite zurückgesetzter Vorbau mit Eingang. Putzgliederung gegenüber dem Entwurf stark reduziert (nur geschossteilende Gesimse und Rahmung des Eingangs). Erbaut 1904, Architekten: Gebr. Barkemeyer. | 37432522 | BW   |
| Hochhauser Straße 42 53° 9′ 3″ N, 8° 12′ 25″ O  | Wohnhaus    | Eckhaus zur Werbachstraße. Zweigeschossiger Putzbau über Sockelgeschoss unter Walmdach. Links Risalit mit Dreifenstergruppen und Zwerchgiebel unter Schopfwalmdach. Rechts eingeschossiger polygonaler Standerker unter Balkon, darüber zwei Fenster. Auf der linken Seite zurückgesetzter Vorbau mit Eingang. Putzgliederung: geschossteilende Gesimse, am Erker Brüstungsfelder und Festonreliefs an der Balkonbrüstung, am Risalit Jugendstildekor. Vorgarten. Erbaut 1907, Architekten: Gebr. Barkemeyer. | 37423824 |      |
| Hochhauser Straße 43 53° 9′ 3″ N, 8° 12′ 24″ O  | Wohnhaus    | Zweigeschossiger Putzbau von vier Achsen über Sockelgeschoss unter Walmdach. Auf der rechten Seite zurückgesetzter Vorbau mit Eingang. Putzgliederung: geschossteilende Gesimse, horizontale Fugen im EG, Fensterrahmungen und Brüstungsfelder, im OG mittig Relieffeld mit Wappen haltendem Löwen. Vorgarten und eiserne Einfriedung. Erbaut 1903–1904, Architekt: Louis Sievers. | 37432544 | BW   |
| Hochhauser Straße 45 53° 9′ 3″ N, 8° 12′ 24″ O  | Wohnhaus    | Zweigeschossiger Putzbau von drei Achsen über Sockelgeschoss unter Walmdach. Rechts Risalit mit Zwerchgiebel unter Schopfwalmdach, davor zweigeschossiger polygonaler Standerker. Auf der rechten Seite zurückgesetzter Vorbau mit Eingang. Sparsame Putzgliederung: Felder in Rauputz, gerahmte Felder zwischen den Fenstern links. Giebel in Fachwerk. Vorgarten und eiserne Einfriedung. Erbaut um 1910. | 37432566 |      |